# Paul Cuvelier
Pour les articles homonymes, voir Cuvelier.
Paul Cuvelier, né le 22 novembre 1923 à Lens (province de Hainaut) et mort le 5 juillet 1978 à Mont-sur-Marchienne, est un auteur de bande dessinée belge.

## Biographie
Troisième de sept enfants, Paul, François, Marie-Ghislain est le fils de Charles Cuvelier, médecin de campagne (1887-1968). Il naît le 22 novembre 1923 à Lens, près de Mons où il passe son enfance. Sa mère Louise Labrique (1896-1998) — qui dessine aussi — conserve ses premiers essais. Son premier dessin, représentant Saint-Nicolas et son baudet, est publié dans Le Petit Vingtième en 1930 alors qu'il n'a pas encore sept ans. Dessinateur frénétique, il est remarqué par son habileté par un peintre qui lui offre une palette pour gaucher et, plus tard, fréquente l'atelier du peintre Louis G. Cambier. Après avoir terminé́ ses études au collège d’Enghien, il s’inscrit à l’Académie des beaux-arts de Mons. Il rencontre Hergé en 1945.
En 1946, dans le Journal de Tintin, il a créé son personnage principal Corentin, un héros adolescent courageux et serviable. Très bon dessinateur et peintre (anatomie). Avec son Corentin chez les Peaux-rouges, et ses magnifiques chevaux, Paul Cuvelier est un des pionniers du genre western dans la bande dessinée franco-belge (il crée également Texas Slim qui est repris par René Follet). Thème que suivent des dessinateurs français des années 1970-1980, tels Jean Giraud avec son Blueberry, ou Derib pour Yakari ou Buddy Longway.
Paul Cuvelier crée ensuite la série Line pour le magazine éponyme, dont il publie les quatre premiers épisodes de 1962 à 1965, et le dernier en 1971.
Il abandonne la BD, et souhaite vivre totalement de la peinture. Puis y revient, déçu de son insuccès de peintre. Il publie Epoxy, en 1968, sur un scénario de Jean Van Hamme.
En 1973, Corentin revient dans les pages de Tintin après quatre années d'absence avec Le Royaume des eaux noires, album qui lui vaut le prix Saint-Michel du meilleur dessin réaliste l'année suivante,.
Il meurt le 5 juillet 1978 à Mont-sur-Marchienne dans la province de Hainaut, à l'âge de 54 ans.

## Œuvres

### Séries et albums
- Line
- Epoxy
- Wapi
- Flamme d'Argent

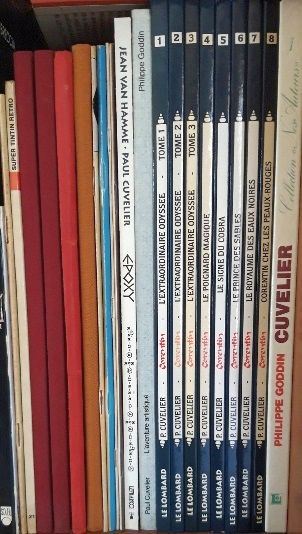
Albums de Paul Cuvelier.

- Tom Colby - Le Canyon Mystérieux (scénario Hergé et Edgar P. Jacobs au synopsis), coll. « Document » no 1, éd. Magic Strip (diffusion Futuropolis), 1979
- En ce temps-là..., récit complet de 5 pages sur scénario d'Yves Duval, paru en 1953 dans le no 13 du journal Tintin[11]
- Si L'Iliade m'était contée, Super Tintin Rétro no 21 (25bis de l'hebdo), 1983 (Récit complet de 4 pages sur scénario d'Yves Duval, paru en 1956 dans le no 34 du journal Tintin)
- La Prodigieuse Invention du Professeur Hyx, Journal de Tintin belge, 1948
- La Passion de Jésus-Christ, 5 pages[12] dans le no 78 du magazine Samedi-Jeunesse (avril 1964)

### Collectifs
- L'Agenda du journal Tintin 1984[13], Le Lombard, Bruxelles, 1983
Scénario et couleurs : collectif - Dessin : collectif dont Paul Cuvelier -  (ISBN 2-8036-0421-3)

### Expositions
- Paul Cuvelier, peintre et dessinateur, Maison de la culture de Woluwe-Saint-Pierre du 13 janvier au 11 février 1984[14].
- Moloch, Belzébuth ! À moi ! - Les aventures de Corentin Feldoé par Paul Cuvelier, Grand-Place de Mons du 2 novembre 2023 au 18 février 2024[15],[16],[17],[18].

### Collections publiques
6 œuvres de cet artiste sont conservées au Centre belge de la bande dessinée et font partie du patrimoine mobilier de la région Bruxelles-Capitale.

## Prix et récompenses
- 1974 :  prix Saint-Michel[8] du meilleur dessin réaliste pour Le Royaume des eaux noires (Corentin).

#### Livres
: document utilisé comme source pour la rédaction de cet article.
- Jean Van Hamme, Introduction à la bande dessinée belge, Bruxelles, Bibliothèque royale de Belgique, 1968, 80 p., ill. ; 26 cm (lire en ligne), p. 12[catalogue] publié à l'occasion de l'exposition La bande dessinée en Belgique, Bibliothèque Albert Ier, [Bruxelles], du 29 juin au 25 août 1968.
- Collectif, Paul Cuvelier, illustrations, numéro spécial des Cahiers de la bande dessinée, 1974.
- Paul Cuvelier, peintre et dessinateur, catalogue de l'exposition à la maison de la culture de Woluwe-Saint-Pierre, 1984.
- Philippe Goddin, Paul Cuvelier. L'aventure artistique, Bruxelles, Magic Strip, 1981, ill. ; (ISBN 2-8035-0048-5, présentation en ligne).
- Philippe Goddin, Corentin et les chemins du merveilleux, Le Lombard, coll. « Nos Auteurs » no 1, 1984,Mention d'Honneur au Prix Plantin Moretus en 1985.
- Benoît Boelens, Paul Cuvelier, Collège Sainte-Marie, 1991 — Catalogue d'exposition.
- Jean-Louis Lechat, Un demi-siècle d’aventures t. 2 : 1970 - 1996, Bruxelles, Le Lombard, 5 décembre 1996, 224 p., ill. ; 31 cm (ISBN 280361233X, OCLC 37995939, BNF 37539082, présentation en ligne), p. 17, 27, 39, 66, 108, 110, 112, 151, 172, 183. .
- Patrick Gaumer, « Cuvelier, Paul », dans Dictionnaire mondial de la BD, Paris, Larousse, 2010, 953 p., ill. ; 27 cm (ISBN 978-2-0358-4331-9 et 2-0358-4331-6, OCLC 920924930, présentation en ligne), p. 218. .
- Vincent Bernière, « Jean Van Hamme et Paul Cuvelier : Epoxy », dans Les 100 plus belles planches de la BD érotique, Beaux-Arts éditions, 2015 (ISBN 979-1020402011, présentation en ligne), p. 70-71.
- Frans Lambeau, « Cuvelier, Paul », dans Dictionnaire illustré de la bande dessinée belge : de la libération aux fifties (1945-1950), Liège, Les Éditions de la Province de Liège, 2016, 327 p., ill. ; 27 cm (ISBN 9782390100294 et 2390100295, OCLC 949771202, présentation en ligne), p. 83-84.
- Philippe Goddin et Martine Mergeay, Le Mystère Paul Cuvelier, Les Impressions nouvelles, coll. « Réflexions Faites », 31 août 2023, 616 p. (ISBN 978-2-39070-074-6)

#### Périodiques
- Collectif, Schtroumpf : Les Cahiers de la bande dessinée no 8, 1970.
  - François Rivière, « Paul Cuvelier ou la haine de la littérature », Schtroumpf : Les Cahiers de la bande dessinée, Éditions Jacques Glénat, no 8,‎ 3e trimestre 1970, p. 9-12.
  - Pierre-Yves Bourdil, « L'Art de Paul Cuvelier », Schtroumpf : Les Cahiers de la bande dessinée, Éditions Jacques Glénat, no 8,‎ 3e trimestre 1970, p. 13-17.
  - Numa Sadoul, « La Fête charnelle de la littérature », Schtroumpf : Les Cahiers de la bande dessinée, Éditions Jacques Glénat, no 8,‎ 3e trimestre 1970, p. 21-27.
- Jean-Pol Stercq, « La Galerie-photo de Tintin », Tintin, Le Lombard, no 31,‎ 1973.
- « Portrait », Le Collectionneur de bandes dessinées, Éditions de l'Amateur, no 97,‎ 2002.

#### Articles
- Robert Rouyet, « Redécouverte : Paul Cuvelier, le crucifié de la B.D. », Le Soir,‎ 14 janvier 1984, p. 45.